# Cartagena (kommun i Chile, Región de Valparaíso, San Antonio Province, lat -33,53, long -71,44)
Cartagena är en kommun i Chile.   Den ligger i provinsen San Antonio Province och regionen Región de Valparaíso, i den södra delen av landet, 70 km väster om huvudstaden Santiago de Chile.
Trakten runt Cartagena består i huvudsak av gräsmarker. Runt Cartagena är det ganska tätbefolkat, med 80 invånare per kvadratkilometer.